# منتخب رومانيا تحت 17 سنة لكرة السلة للسيدات
منتخب رومانيا تحت 17 سنة لكرة السلة للسيدات هو ممثل رومانيا الرسمي في المنافسات الدولية في كرة السلة للسيدات
.